# Eötvös (kráter)

Poloha kráteru Eötvös (v pravé dolní části mapy rovníkové oblasti Měsíce).

Eötvös je měsíční kráter nacházející se na jižní hemisféře na odvrácené straně Měsíce, proto není pozorovatelný přímo ze Země. Má průměr 102 km, pojmenován byl na počest maďarského fyzika Loránda Eötvöse.
Eötvös leží východně od kráteru s tmavým dnem Jules Verne a severně od valové roviny Roche.

## Satelitní krátery
V okolí kráteru se nachází několik dalších kráterů. Ty byly označeny podle zavedených zvyklostí jménem hlavního kráteru a velkým písmenem abecedy.
| Eötvös | Sel. šířka | Sel. délka | Průměr |
| ------ | ---------- | ---------- | ------ |
| B      | 33.0° J    | 134.8° V   | 22 km  |
| D      | 34.4° J    | 136.1° V   | 16 km  |
| E      | 34.5° J    | 138.1° V   | 23 km  |
| F      | 35.8° J    | 136.2° V   | 21 km  |
| T      | 35.3° J    | 130.8° V   | 15 km  |